# Kalevi Holsti
Kalevi Holsti (né en 1935) est un politologue canadien, membre de la Société royale du Canada.

## Parcours
Kal Holsti et son frère aîné Ole sont nés à Genève, tandis que leur père Rudolf était ambassadeur de la Finlande auprès de la Société des Nations. Après le déclenchement de la Seconde Guerre mondiale, la famille Holsti n'a pas pu retourner en Finlande et s'est installée aux États-Unis, où Rudolf a occupé un poste de professeur à l'Université Stanford. Kal et Ole ont vécu avec les familles des collègues de Stanford de Rudolf après sa mort, car Liisa, leur mère, était hospitalisée depuis 1943 pour cause de tuberculose.
Kal Holsti est entré à Stanford en 1952 et a terminé un doctorat à l'institution en 1961. Il a ensuite émigré au Canada et est devenu professeur à l'Université de la Colombie-Britannique (UBC) en 1970. Entre 1978 et 1982, Holsti a été coéditeur de la Revue canadienne de science politique. En 1983, il a été élu membre de la Société royale du Canada. Entre 1984 et 1985, Holsti a été président de l'Association canadienne de science politique. Holsti a ensuite dirigé l'International Studies Association en tant que président de 1986 à 1987. De 1997 à 1999, Holsti a occupé le poste de professeur universitaire Killam à l'UBC.